# 迪多·伊麗莎白·貝爾
迪多·伊麗莎白·貝爾（英語：Dido Elizabeth Belle；1761年6月—1804年7月）是一位蘇格蘭人和黑人所生的混血英國貴族女繼承人。

## 生平
迪多的父親約翰·林司（1737至1788年）出生於蘇格蘭艾威里克斯一支貴族家族並擔任了皇家海軍軍官，在駐守英屬西印度群島時遇上非洲裔女性瑪麗·貝爾（Maria Belle）並誕下了私生女迪多。雖然無法查證母親是否一位奴隸，但在當時的法律下迪多被賦予了奴隸的身份。1765年起迪多被寄養在位處英國倫敦北部的肯伍德宮長達31年，這大宅當時的主人是約翰·林司的四舅父、時任英格蘭及威爾斯首席法官的第一代曼斯菲爾德伯爵威廉·穆雷（1705至1793年），亦即是迪多的舅公。伯爵夫婦并無子嗣，但在他們收養外甥孫女迪多之前就已經收養了一名侄孫女伊麗莎白·穆雷（1760至1825年），其父親大衛·穆雷在喪妻後將伊莉莎白交托予威廉扶養並在喪妻的十年後再婚，威廉死後大衛繼承了其爵位和肯伍德宮。

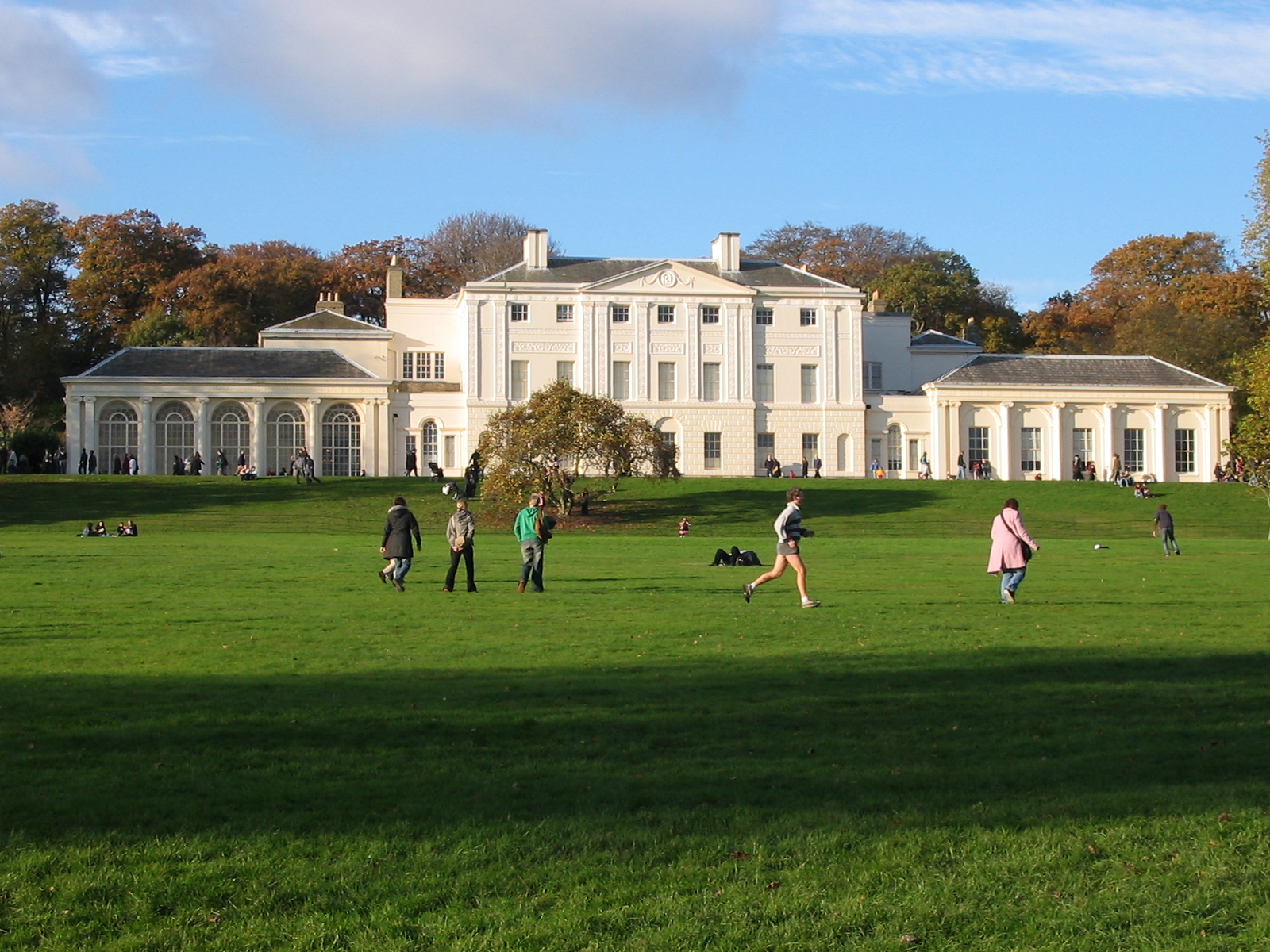
肯伍德宮，迪多在這棟大宅生活了31年

迪多在布魯斯伯里聖喬治教堂受洗，她被舅公視爲穆雷家族的一員與表姐伊麗莎白一起獲得貴族般的培養和教育，迪多的文學修養可以從穆雷晚年讓迪多協助處理文書推測到。蘇格蘭詩人兼哲學家詹姆士·貝蒂拜訪穆雷時對當時10多歲的迪多的聰慧感到驚嘆道：「只是在英國生活了6年的黑人女孩卻能以純正的本地人口音優雅地朗誦詩歌。」但當肯伍德宮接待訪客時迪多并不會與客人同桌用餐，穆雷的舊識、曾任十三殖民地馬薩諸塞灣省首長的湯瑪士·哈欽森在日記中以帶有點輕蔑的眼光寫下對迪多的感想：「曼斯菲爾德勳爵的話題每分鐘都離不開她，而她總是對大人的每句話無比專注（⋯⋯）外貌不怎麽端莊或高貴，但還算是活潑吧（⋯⋯）一位黑人女孩在我們用餐後走進來與其他的淑女坐在一起，當她們享用了咖啡後就一同走到花園，其中一位淑女與她手牽手。她戴了一頂頗高的帽子，垂到脖子的捲曲頭髮，但她的捲髮又未到達時下流行的程度。我早已瞭解她的過去，但勳爵還是再三提起了，約翰·林司在捕獲一首西班牙船時在上面捉到她的母親，她被帶到英格蘭後生下了這位姑娘，這位姑娘然後就被托付給曼斯菲爾德勳爵，並接受了家族的教育。他稱呼她為『迪多』，我猜這是她僅有的名字吧。勳爵知道自己對她的好感招惹了不好的風評，我敢説這也是再平常不過。」
歷史學家相信迪多被排除在訪客宴會之外的安排是純粹礙於當時英國黑人在社會上受到歧視的現實，而并非穆雷家有意排斥迪多。從肯伍德宮的家計薄中可以看到迪多每年都會從舅公獲得適當的零用錢（分每季發放）、生日和聖誕禮金，睡房的裝飾和床鋪又會選用上時髦和高價的物料，生病時又會獲得較好的治療。迪多的年度零用錢金額是30英鎊，雖然對比表姐伊麗莎白的100英鎊要少，不過這已經比家傭的薪金要多好幾倍，而且還要考慮迪多是私生女及與穆雷是母系親屬關係，而伊麗莎白與穆雷則是父系親屬關係。隨著迪多長大，她會負責管理肯伍德宮的乳類和家禽作業，這個安排符合喬治王時代貴族淑女的職責，不過上述協助穆雷處理文書的職責就有點不尋常，這通常是應該由男性秘書或書記負責的。

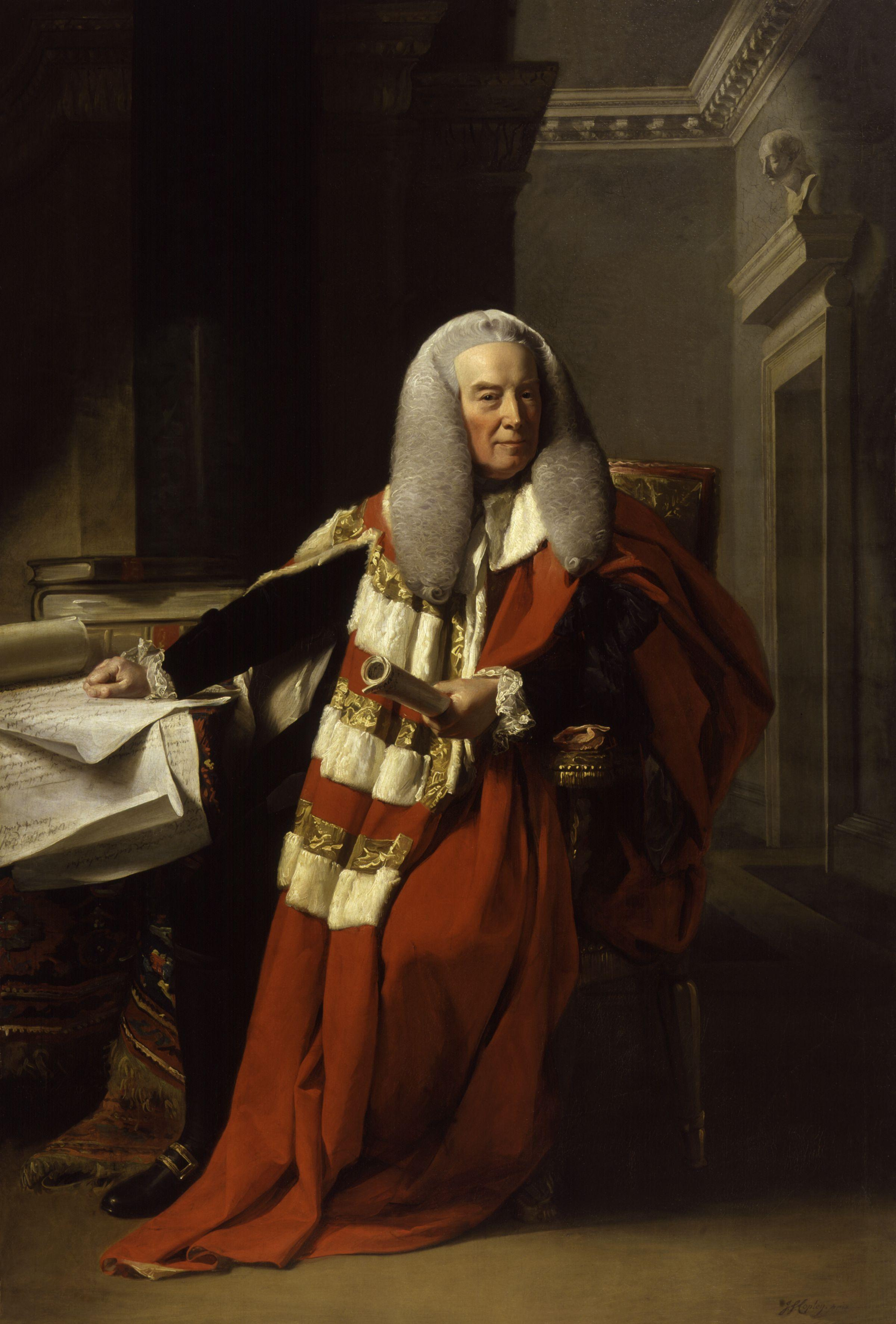
四舅公兼實際監護人、時任首席法官的威廉·穆雷

威廉·穆雷撫養迪多的經驗被認爲左右了他作爲首席法官在幾項與奴隸相關案件中的立場，第一件是1772年的「薩默塞特訴斯圖爾特案」，穆雷裁定奴隸主不能不顧奴隸的意願將奴隸送出英國，他更在判詞中形容奴隸制度是可惡的。另一件是發生在1781年的宗號船大屠殺事件，船公司在海上航行時淹死船上奴隸並向保險公司索償，但保險公司拒絕賠償而引發訴訟。原本一審時船公司獲判勝訴，但穆雷認爲有新的證據證明船公司淹死奴隸的行爲不是情非得已因此接納保險公司要求重審，最後船公司被判敗訴。穆雷在薩默塞特案中認爲奴隸制度違反了自然法和英國憲法原則的觀點被廢奴主義者引用作爲廢除奴隸制度運動的法律基石，最終英國在1833年正式廢除奴隸制度，所有在英和英國殖民地的奴隸都得以逐步解放。

## 遺產繼承與婚姻
迪多的父親約翰·林司於1788年在沒有正統子嗣下因病去世，其遺囑中表示他的1000英鎊遺產會由所有他所生的孩子，即是約翰和伊麗莎白·林司平分，歷史學家相信遺囑中的「伊麗莎白」就是指迪多，而「迪多」這個名字應該是伯爵夫婦開始撫養她的時候起的。舅公威廉·穆雷在1783年立下的遺囑中憂心於迪多在他死後會再被當作奴隸販賣，在附錄中特地確認迪多的人身自由，並留給她一筆500英鎊的遺產外加每年100英鎊的年金。1799年迪多再從瑪格麗·穆雷（Margery Murray）繼承了100英鎊，瑪格麗生前在威廉晚年前來肯伍德宮協助照料伯爵夫婦。表姐伊麗莎白·穆雷則從威廉·穆雷繼承了一萬英鎊的遺產。
威廉·穆雷在1793年3月去世後，迪多就在同年12月5日與祖籍法國的約翰·達芬尼爾（John Davinier）結婚，丈夫的職業推斷為紳士僕從，兩人搬到教區居住並已知至少育有3名兒子，分別是雙胞胎的查爾斯及約翰（1795年5月8日受洗）和威廉湯瑪士（1802年1月26日受洗）。迪多在1804年去世，享年43歲，丈夫後來再婚并與第二任妻子生下了兩名孩子
。

## 肖像畫
威廉·穆雷在1779年委托蘇格蘭畫家大衛·馬丁繪製了一副迪多與伊麗莎白的油畫，這油畫是迪多唯一流傳至今的肖像。這油畫不同於其他同時代的肖像畫，其構圖將兩個不同膚色的人物安排成身份近乎對等、沒有明顯的主僕關係，如果是放在其他人物畫像中，作爲僕從的角色會被安排在較爲次要及陰暗或朦朧的位置，並將自己的目光投射在主角身上用以指導觀衆辨別畫像的主角。雖然迪多在油畫中的衣裳具有異國風情，但其布料和首飾都是高價品。在英國販賣奴隸還是盛行的時代這油畫暗示了迪多并非伊麗莎白的僕人或隨從，而更像是親姐妹或「淑女的同伴」。現在這油畫存放於威廉·穆雷位於蘇格蘭伯斯的出生地斯龔宮，適逢取締奴隸貿易紀念日之時又會運回肯伍德宮短暫展出。

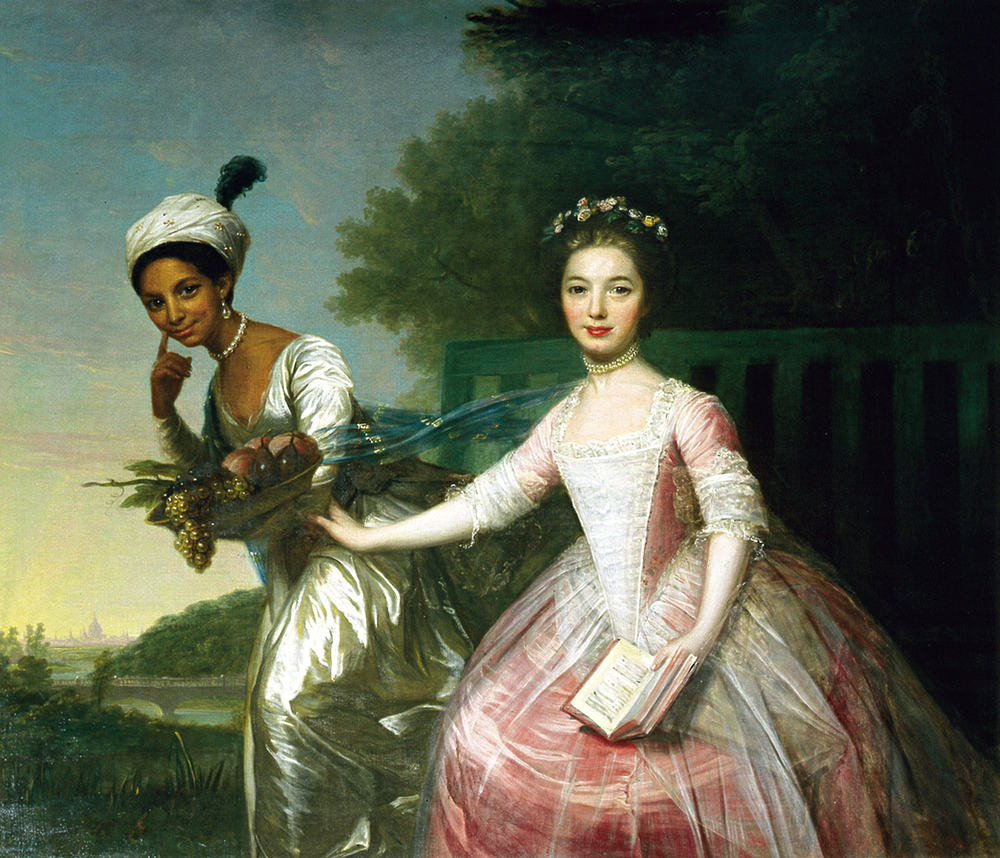
迪多·貝爾（左）與伊麗莎白·穆雷（右）的肖像油畫。迪多面露逗趣的笑容，頭戴頭巾和羽毛，身穿異國風銀色緞裙，左手捧著盛載進口水果的盤子；伊麗莎白面露微笑，穿著粉紅色的傳統淑女連身裙，左手拿著一本書，右手輕輕拉著迪多的左手臂。

## 作品
- 佳人貝爾（英语：Belle (2013 film)）（2013年），由古古·瑪芭塔-勞飾演迪多和湯姆·威爾金森飾演威廉·穆雷的電影，作品中的人物及事件的時序與歷史記載的有一定程度出入

## 備注
1. ↑  迪多的受洗記錄記載她的出生地是英屬西印度群島，與湯瑪士·哈欽森日記記載的英格蘭出生的版本存在出入。

## 外部鏈接
- . 英格蘭遺產委員會YouTube頻道. 2019-04-09  [2020-09-27]. （原始内容存档于2021-03-03）.
- . 英格蘭遺產委員會YouTube頻道. 2019-07-15  [2021-10-23]. （原始内容存档于2022-05-09）.